# Pointe du Toulinguet

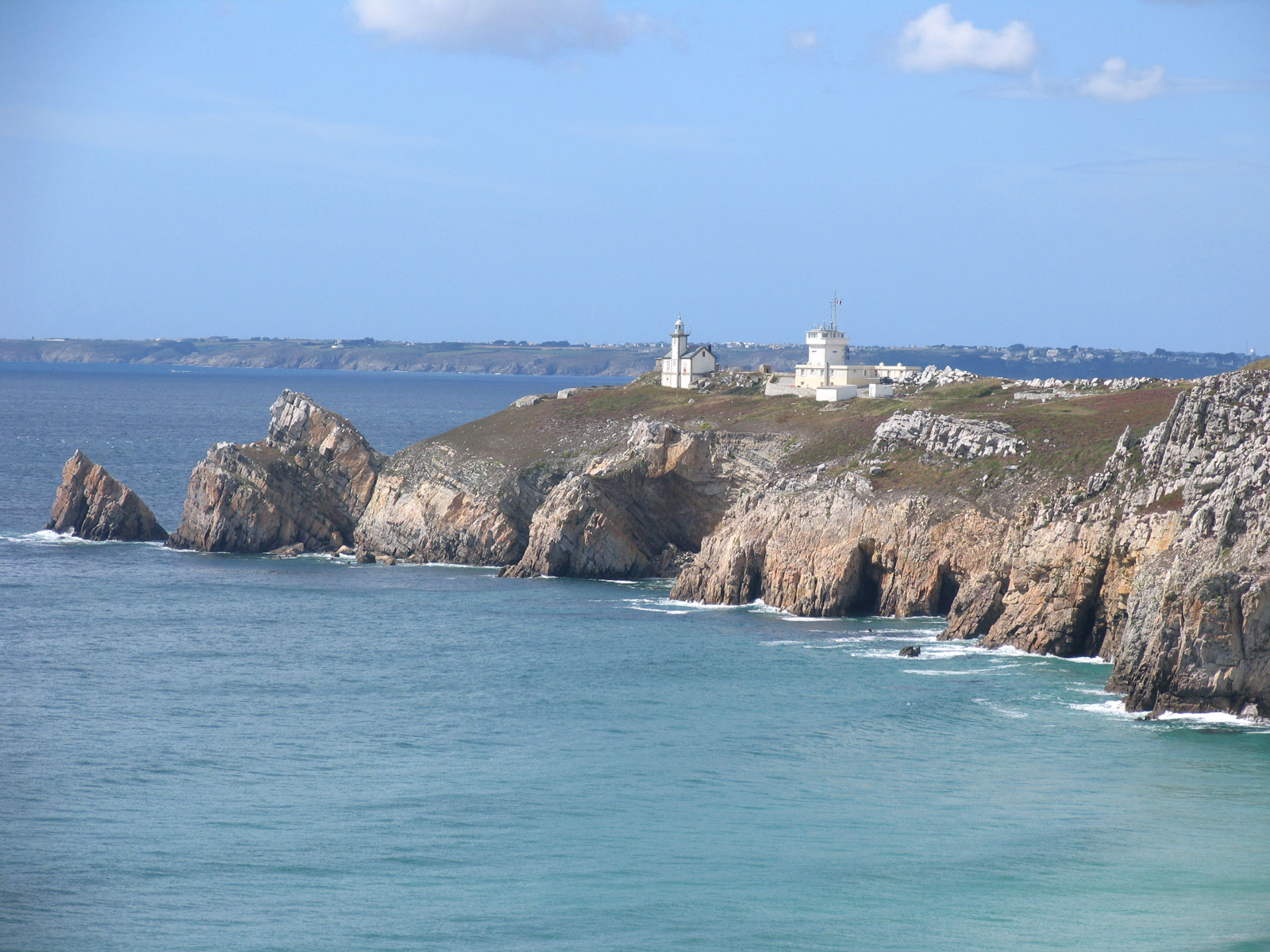
Pointe du Toulinguet

Die Pointe de Toulinguet ist eine Landspitze in der Bretagne. Sie befindet sich am Ende der Crozon-Halbinsel in der Gemeinde von Camaret-sur-Mer in der Bretagne.

## Toponym
Toulinguet kommt vom bretonischen Toul inged, was so viel wie Loch des Regenpfeifers bedeutet. Dieses Toponym bezieht sich auf einen der Felsen im Meer, der durchlöchert ist.

## Batterie an der Pointe du Toulinguet
Die bekannten Bauwerke sind:
- befestigte prähistorische Stätte
- Niedrige Batterie von Vauban – es ist nur noch eine Plattform übrig, die schwer zu erkennen ist.
- Modellturm Nr. 3 (frz. Tour modèle n°3) (1812) mit Ringmauer – siehe Modellturm, Typ 1811
- 4 Batterie (1883 und 1899)

Die Batterie der Pointe du Toulinguet stammen aus dem Ende des 19. Jahrhunderts und bestehen aus einem von Festungsmauern umgebenen Artillerieturm.
Die Anlage darf nicht betreten werden, da sie sich auf dem Militärgelände der französische Marine befindet, auf der Maritime Verkehrssicherung vom Toulinguet (1949 erbaut) steht.
Hier befindet sich auch der Leuchtturm von Toulinguet aus dem Jahr 1848.

## Galerie

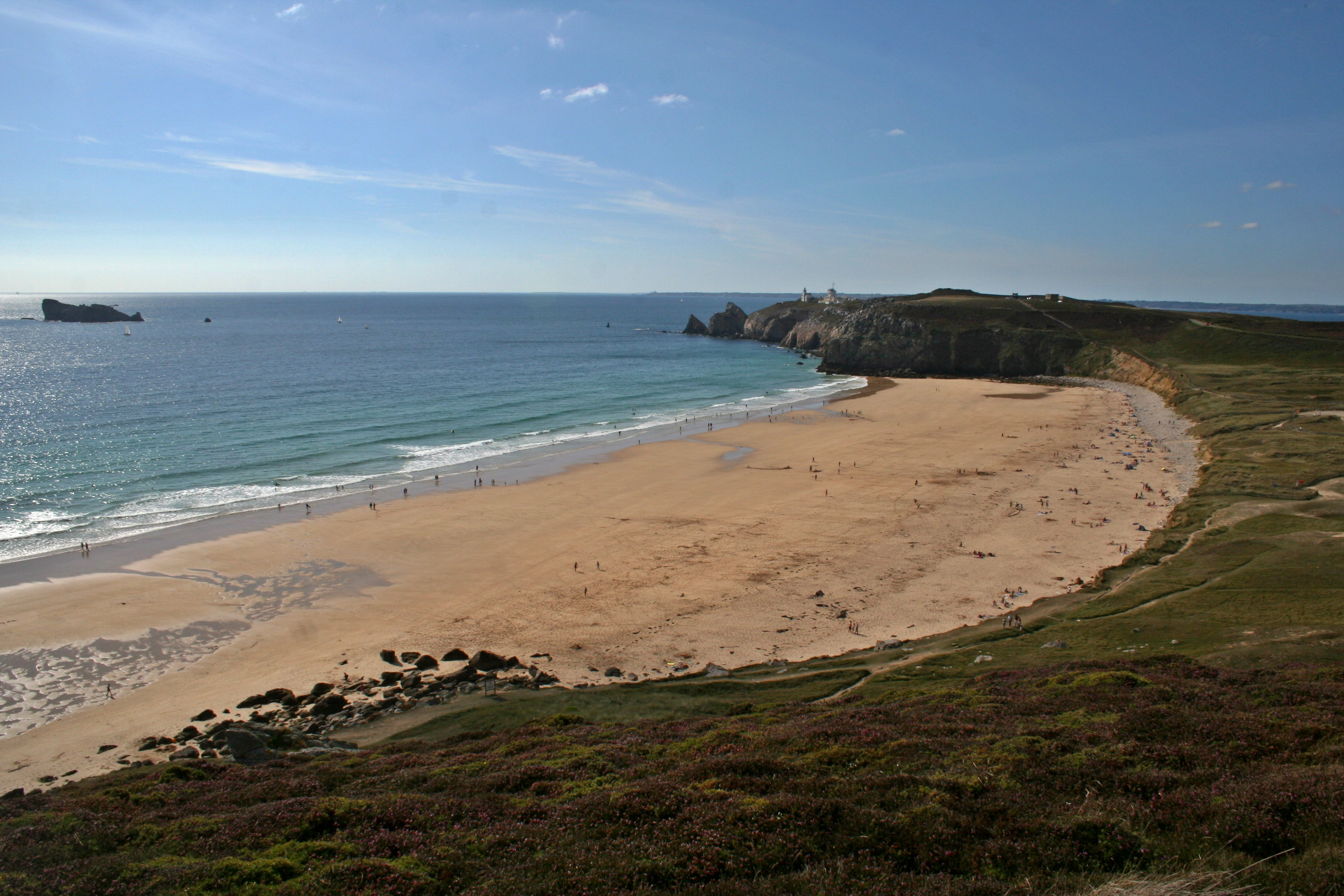
Anse von Pen-Hat mit den Löwenfelsen (frz. Rocher du Lion)
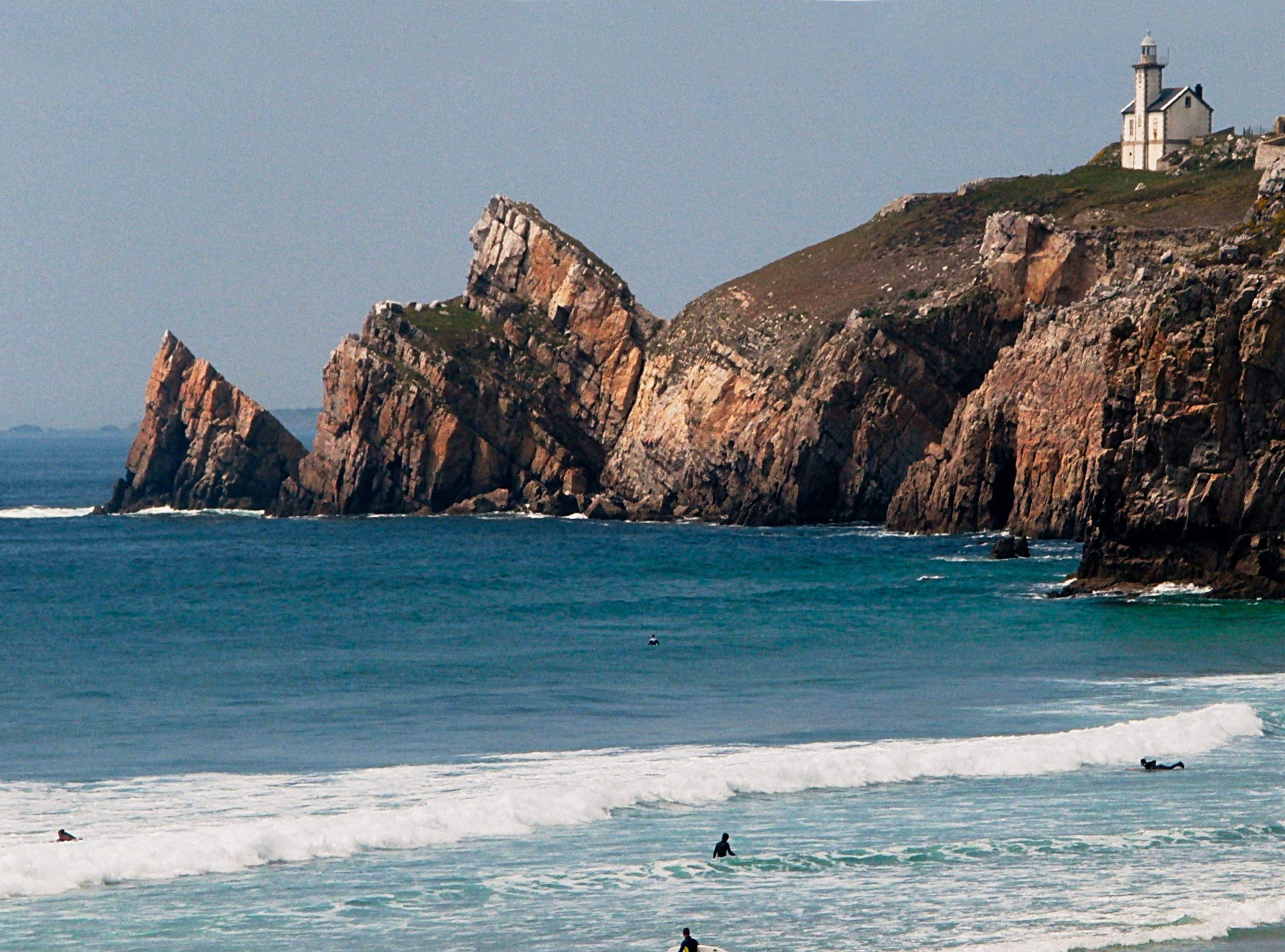
Pointe du Toulinguet.
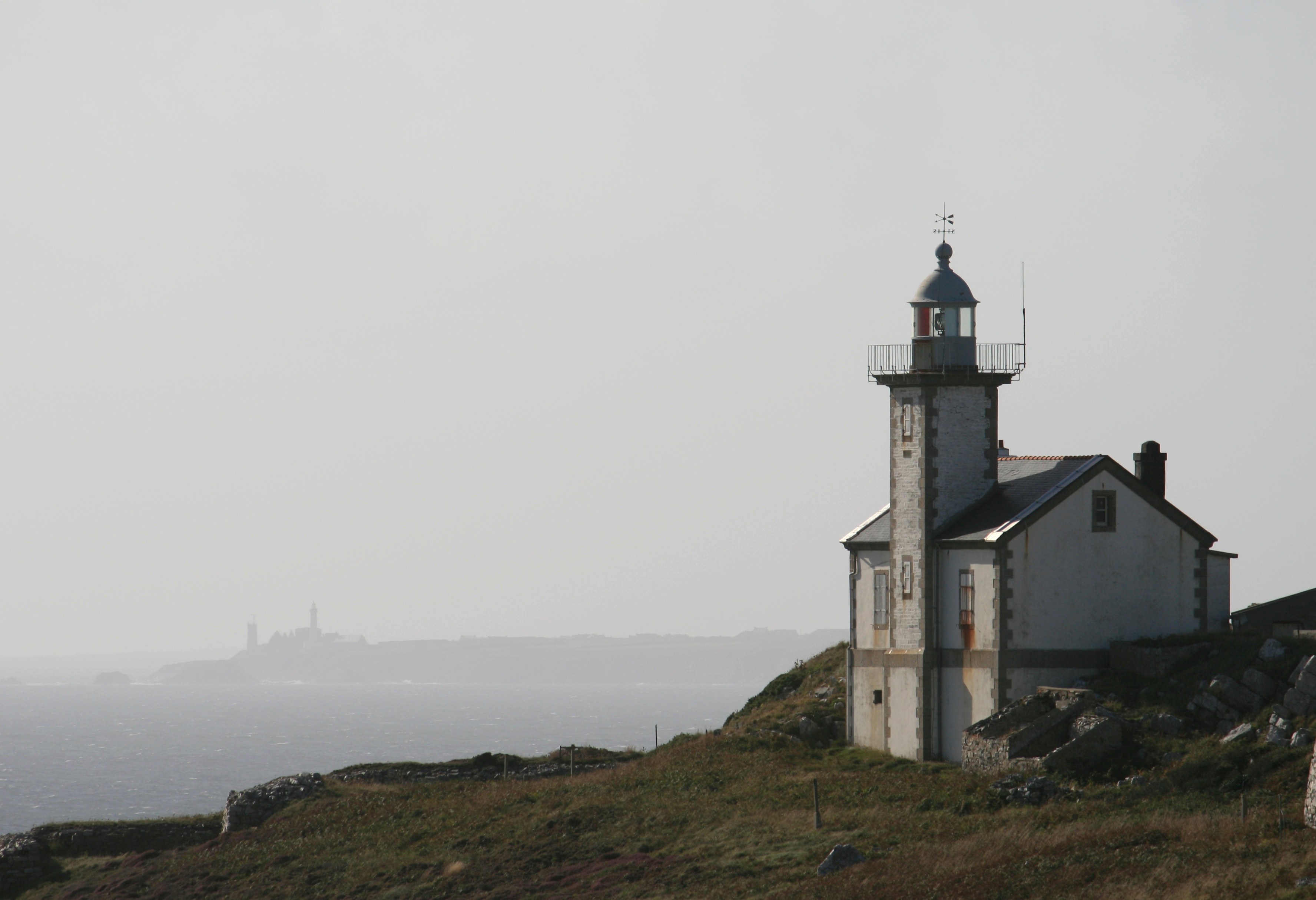
Leuchtturm vom Toulinguet
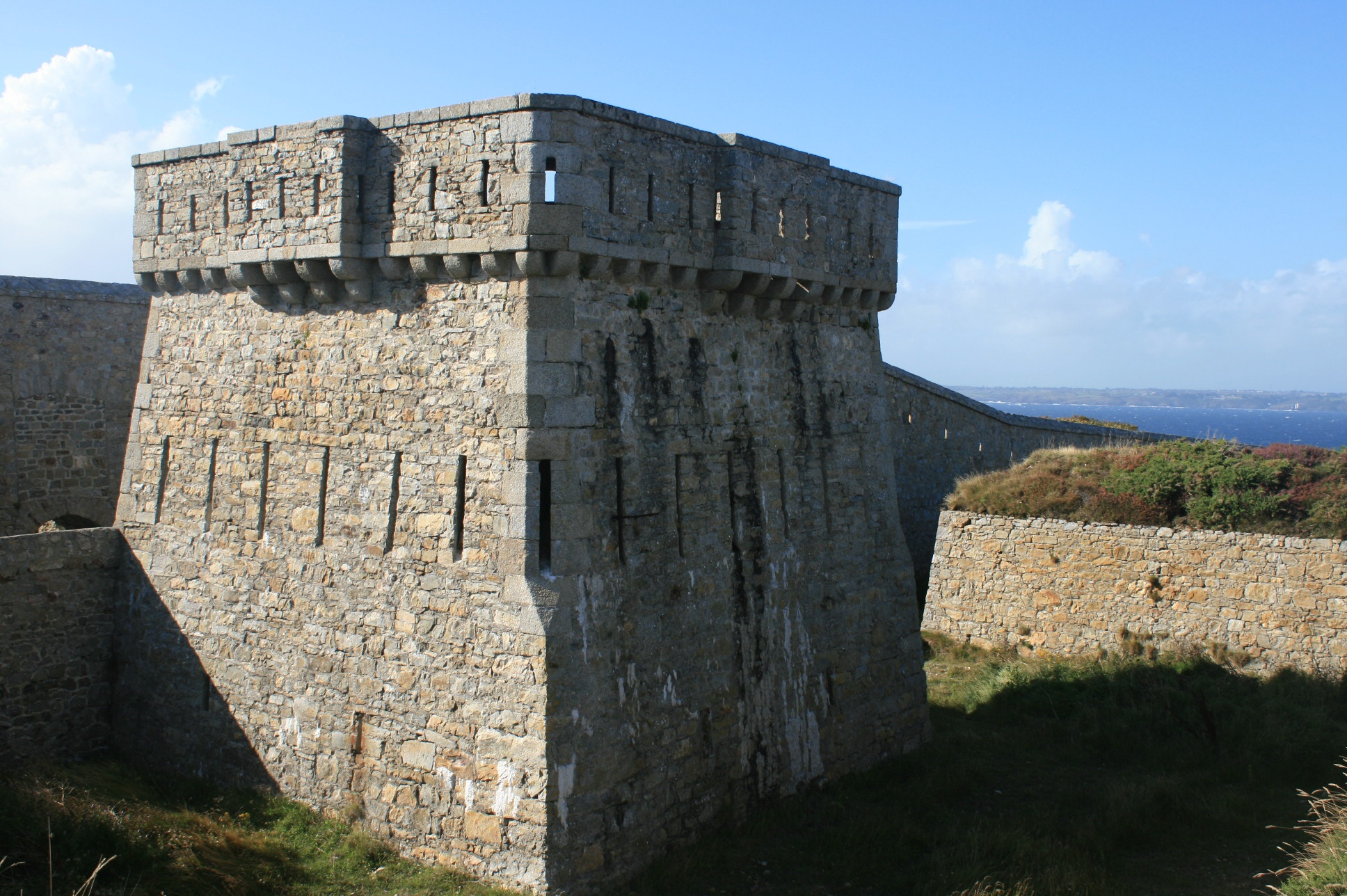
Modelturm Nr. 3, Typ 1811

### Verwandte Artikel
- Sémaphore du Toulinguet
- Phare du Toulinguet
- Schlacht von Camaret
- Pointe de Pen-Hir